# Еджидіо Капра
Еджидіо Капра (італ. Egidio Capra, 14 травня 1914, Лоді — 28 березня 1958, Лоді) — італійський футболіст, що грав на позиції флангового півзахисника. По завершенні ігрової кар'єри — тренер.
Виступав, зокрема, за клуб «Мілан», а також національну збірну Італії.

## Клубна кар'єра
Народився 14 травня 1914 року в місті Лоді. Вихованець футбольної школи місцевого «Адда ді Лоді».
У дорослому футболі дебютував 1931 року виступами за нижчолігову команду «Фанфулла», в якій провів п'ять сезонів.
Своєю грою за цю команду привернув увагу представників тренерського штабу вищолігового «Мілана», до складу якого приєднався 1936 року. Відіграв за «россонері» наступні три сезони своєї ігрової кар'єри, протягом яких був основним гравцем команди.
Згодом з 1939 по 1948 рік грав у складі команд «Луккезе-Лібертас», «Модена», «Фанфулла», «Павія», «Кремонезе», «Комо» та «Леньяно».
Завершив ігрову кар'єру у команді «Фанфулла», до якої утретє прийшов 1948 року і кольори якої захищав до припинення виступів на професійному рівні у 1949.

## Виступи за збірну
1937 року провів дві офіційні гри у складі національної збірної Італії.

## Кар'єра тренера
Розпочав тренерську кар'єру відразу ж по завершенні кар'єри гравця, 1949 року, очоливши тренерський штаб клубу «Сондріо», з командою якої працював протягом року.
Помер 28 березня 1958 року на 44-му році життя у місті Лоді.
| Дата       | Місто  | Господарі | Результат | Гості  | Турнір                             | Голи | Примітки |
| ---------- | ------ | --------- | --------- | ------ | ---------------------------------- | ---- | -------- |
| 31-10-1937 | Женева | Швейцарія | 2 – 2     | Італія | Кубок Центральної Європи 1936-1938 | -    |          |
| 5-12-1937  | Париж  | Франція   | 0 – 0     | Італія | товариський матч                   | -    |          |
| Усього     |        | Матчів    | 2         |        | Голів                              | 0    |          |